# 石桥站 (河南省)
石桥站是一个京广线上的铁路车站，位于河南省临颍县繁城镇（邮政编码为462641），建于1912年，目前已停用。停用前客运：办理旅客乘降；行李、包裹托运；货运：办理整车货物发到。